# Ubbe
Ubbe Ragnarsson (Norvegia, ... – Somerset, 878 circa) è stato un capo vichingo del IX secolo, figlio del Re semi-leggendario Ragnarr Loðbrók e appartenente alla Dinastia di Munsö.
Assieme ai suoi fratelli Ívarr, Halfdan e Bjorn, condusse la Grande armata danese che, nel 865, invase i regni Anglo-Sassoni di Northumbria, Mercia, Wessex e Anglia Orientale.

## Biografia
Nel nono libro del Gesta Danorum di Saxo Grammaticus, e nelle saghe norrene Ubbe è figlio illegittimo del semi-leggendario re svedese Ragnarr Loðbrók, nato da una donna di più umili origini. Era dunque fratello di Björn, Ívarr, Halfdan, Hvitserk, Sigurðr e Hastein.
Si dice di lui che fosse bello, robusto, duro, scaltro e forte, alla pari di suo padre. Era conosciuto anche per la sua fama di guerriero berserkr. Istigato dal nonno materno Hesbernus, Ubbe fa guerra al padre, nei confronti del quale nutre grande astio. Ragnarr sconfigge il figlio, quindi si riappacifica con lui e gli attribuisce grandi onori. Ubbe si riconcilia dunque con suo padre e i suoi fratelli.
Ubbe e i fratelli partirono dalla Svezia alla conquista di Selandia, Hreiðgotaland (qui inteso come Jutland), Gotland, Öland e isole minori. Quindi, si stabilirono a Lejre agli ordini di Ívarr.
Ragnarr era invidioso di queste vittorie, e insediò Eysteinn Beli come suo vassallo sul trono di Svezia, perché lo difendesse dai suoi figli; poi attraversò il Baltico verso est per fare razzia e mostrare così il suo valore.
Eiríkr e Agnarr, altri figli di Ragnarr, sbarcarono allora nel lago Mälaren e inviarono a Eysteinn una richiesta di sottomissione a tutti i figli di Ragnarr, chiedendo inoltre in sposa per Eiríkr la figlia di Eysteinn, Borghild. Eysteinn rispose che avrebbe prima consultato i capoclan svedesi. Questi rifiutarono la proposta e decisero invece di attaccare i ribelli. Seguì una battaglia che vide Eiríkr e Agnarr sopraffatti dalle forze svedesi: il primo cadde prigioniero e il secondo morì.
Eysteinn offrì a Eiríkr, in riparazione per Agnarr, tutto quel che avesse chiesto delle Uppsala (proprietà reali di Uppsala), oltre alla mano di Borghild. Eiríkr rispose fieramente che dopo una tale sconfitta non chiedeva altro che di poter scegliere il giorno della propria morte. Chiese quindi di essere trafitto da lance, dal basso, per venirne innalzato al di sopra degli uccisi. Il desiderio fu esaudito.
Frattanto in Selandia Áslaug e i figli Björn e Hvítserkr, raggiunti e turbati dalla notizia mentre stavano giocando a tafl, salparono alla volta della Svezia con i restanti figli di Ragnarr e un nutrito esercito al seguito. Áslaug, sotto il nome di Randalin, guidò la cavalleria attraverso il paese. Leggenda narra che, durante la battaglia che ne seguì, Eysteinn schierò due bovini il cui lamento straziava le orecchie di chi li sentiva e i Ragnarssons riuscirono ad ucciderli entrambi. Nella grande battaglia Eysteinn fu ucciso.
Ragnarr non fu felice che i figli si fossero fatti giustizia da soli e, al comando di due soli knarr, decise di prendere l'Inghilterra. Sconfitto da Ælle II di Northumbria, fu gettato in una fossa di serpenti velenosi, dove morì.
Ubbe guidò nell'autunno dell'865, insieme ai fratelli, la Grande armata danese nell'invasione della regione inglese dell'Anglia orientale. Casus belli della spedizione fu l'uccisione del padre, Ragnarr, da parte di Aelle II di Northumbria nel medesimo anno. I fratelli allora attaccarono Ælle, ma furono pesantemente respinti. In seguito alla disfatta, Ívarr Senz'Ossa chiese a Ælle pace e riparazione per suo padre, riuscendo a ottenere con l'astuzia il modo di conquistare la città di York gettando le basi del successivo Regno di Jórvík.  Infine, invocò i fratelli perché portassero un nuovo attacco. Nella battaglia egli poté così schierarsi al loro fianco, Ælle fu catturato e per vendetta sottoposto al supplizio dell'intaglio dell'aquila di sangue, ucciso da tutti i fratelli.
A Ívarr e Ubbe è attribuito il martirio di re Edmondo dell'Anglia orientale (869). Alcune fonti riferiscono che, quando questi rifiutò di farsi vassallo dei pagani, lo fecero legare a un albero, dove fu trafitto dalle frecce dei Norreni finché morì. Per altri, fu invece ucciso nella navata di una chiesa.
In seguito, Ubbe e i fratelli portarono il saccheggio in Inghilterra, Galles, Francia, Spagna e Italia, fino a Luni. Al ritorno in Scandinavia, si divisero il regno in modo che a Björn Fianco di Ferro toccassero Uppsala e la Svezia.
Fu ucciso dall'esercito del Wessex nella battaglia di Cynuit nel Somerset (878). Una parte dei Vichinghi guidati da Ubbe, Ívarr e Halfdan, sbarcò sulla costa a Combwich con 23 navi e 1200 uomini. Gli inglesi si rifugiarono nel forte di "Cynwit". Nonostante il forte fosse protetto su tutti i lati tranne che da est, mancava di adeguate fortificazioni. Ubbe e i Vichinghi assediarono il forte, aspettando che gli inglesi si arrendessero per la mancanza d'acqua (visto che non se ne trovava vicino a quel posto). Gli inglesi però, invece di aspettare di morire di sete in cima alla collina, attaccarono improvvisamente, prendendo i Danesi di sorpresa e riportando una grande vittoria. Nella battaglia di Cynwit, gli inglesi guidati da Odda, non solo riuscirono ad uccidere Ubbe, ma catturarono anche lo Stendardo del corvo chiamato Hrefn o il Corvo. La cronaca anglosassone cita brevemente la battaglia, soffermandosi sulla cattura dello stendardo, interessante considerando che non cita nessun altro trofeo preso dagli inglesi. Questo stendardo era speciale dato che dei tre fratelli (Halfdan, Ivar e Ubbe) Ubbe era il più superstizioso e dedito al culto pagano per decidere la strategia in battaglia. Essendo lo stendardo di battaglia di Ubbe, aveva un significato rituale tra i Danesi, e viene paragonato per importanza all'anello sacro che i Danesi usarono per dichiarare la pace con Alfredo il Grande dopo la battaglia di Edington, alcuni mesi dopo.
("Chronicum saxonicum", Versione B: Cronaca di Abingdon I, 879, (British Museum, Cotton MS. Tiberius A vi))

Nella Storia degli Inglesi ("Estoire des Engleis", 1140, di Geffrei Gaimar), si menziona il gumfanum Raven portato dall'armata di Ubbe nella battaglia di Cynuit (878):
un frere Iwarë e Haldene
en fu oscis el bois de Pene;
Ubbe out à nun, un mal fesant;
sur li firent hoge mult grant
li Daneis, quant l'ourent trové:
Ubbelawe l'unt apelé.
La hoge est en Devenschire.
De gent i out bien grant martyre,
huit cenz quarente en i morurent,
quinchald, feluns, perjures furent;
conquis i fu le gumfanum
Ubbe, ke Raven out nun.»
un fratello di Iwarë e di Haldene
fu ucciso nel bosco di Pene;
Ubbe era il nome, un malfattore;
su lui fecero un tumulo molto grande
i Danesi, quando l'ebbero trovato:
Ubbelawe l'hanno appellato.
Il tumulo è nel Devenschire.
Di gente lì ci fu un ben grande martirio
ottocentoquaranta lì morirono,
cosa importa, felloni, spergiuri erano;
conquistato lì fu il pennone da guerra
di Ubbe, che Corvo era nominato.»
(Geffrei Gaimar, "Estoire des Engleis", vv. 3144-3156, 1140, (Geffrei Gaimar, "Estoire des Engleis – History of the English", traduzione di Ian Short, Oxford University Press, Oxford, 2009, Pag. 172, ISBN 978-0-19-956942-7))
Sebbene le fonti a lui contemporanee catalogassero tutti gli invasori della Grande armata come Dani (intendendo non solo danesi, ma anche norvegesi e svedesi) e pagani, in realtà nella spedizione erano presenti molti elementi provenienti dalla Frisia, e una fonte afferma che Ubbe stesso era un capo frisone. Tuttavia questa fonte è molto più tarda rispetto agli avvenimenti di cui parla ed è l'unica a identificare Ubbe come un frisone. Quindi, in mancanza di altre conferme, potrebbe trattarsi soltanto di una falsa e tarda attribuzione.

## Nella cultura di massa
Il personaggio di Ubbe (trascritto come Ubba) appare, insieme ai fratelli Ivarr Senz'Ossa e Halfdan nel romanzo di Bernard Cornwell L'ultimo regno, da cui è stata tratta l'omonima serie TV The Last Kingdom. Appare anche nella serie Vikings, interpretato da Jordan Patrick Smith, dove è figlio di Ragnar Loðbrok e Aslaug Sigurdsdóttir. Appare anche nel videogame Assassin's Creed: Valhalla come alleato.